# Ansiedade de prova

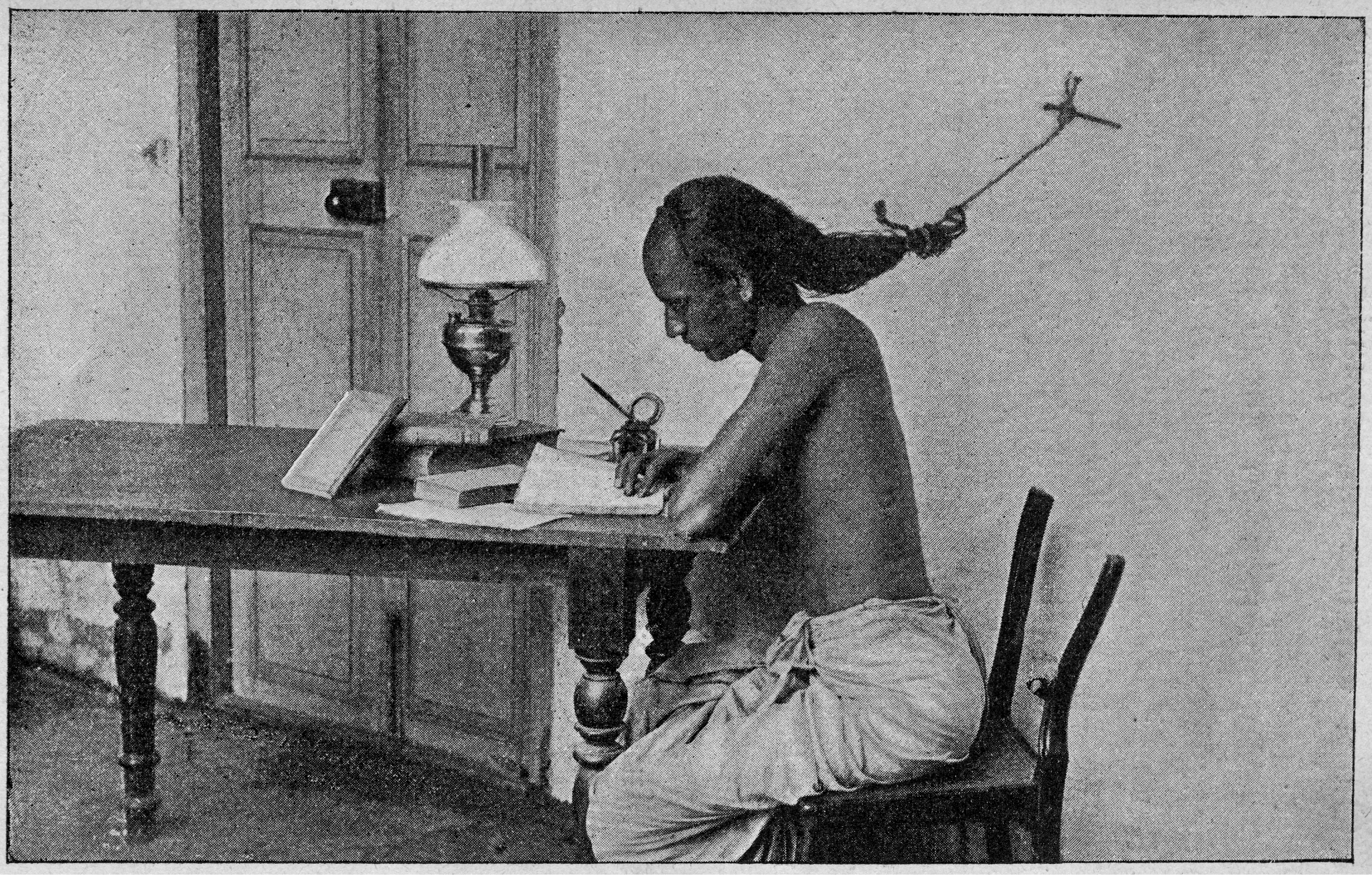
Estudante da Universidade de Madras, com o cabelo preso a parede, para impedi-lo de adormecer (1905)

A ansiedade de prova é uma combinação de excesso de estímulo fisiológico, tensão e sintomas somáticos, junto com preocupação, temor, medo de falhar e catastrofização, que ocorrem antes e/ou durante situações de provas. É uma condição fisiológica na qual as pessoas experienciam estresse extremo, ansiedade e desconforto. Essa ansiedade cria barreiras significativas ao aprendizado e ao desempenho. Pesquisas sugerem que altos níveis de angústia têm correlação direta com a diminuição do desempenho acadêmico e com taxas mais altas de abandono escolar. A ansiedade de prova pode ter consequências mais abrangentes, afetando negativamente o desenvolvimento social, emocional e comportamental de estudantes, bem como os sentimentos deles em relação a si e ao ambiente estudantil . 
Estudantes altamente ansiosos podem ter uma pontuação até 12% menor que seus colegas com baixa ansiedade. Ansiedade de prova é predominante entre as populações estudantis do mundo. Esse fenômeno tem sido estudado formalmente desde a década de 1950, com os pesquisadores George Mandler e Seymour Sarason.

A ansiedade de prova também pode ser rotulada como ansiedade antecipatória, ansiedade situacional ou ansiedade de avaliação. Algum nível de ansiedade é normal e geralmente ajuda a manter-se mental e fisicamente alerta, porém quando alguém experiencia muita ansiedade, pode resultar em desconforto emocional e físico, dificuldade de concentração e apreensão emocional. O desempenho escolar inferior não surge devido a problemas intelectuais ou falta de preparação acadêmica, mas porque as situações de prova criam um senso de ameaça para aqueles que experimentam ansiedade de prova; a ansiedade resultante do senso de ameaça interrompe a atenção e a função da memória. Os pesquisadores sugerem que entre 25 e 40% dos estudantes experimentam ansiedade de prova. Alunos com deficiências e alunos de programas para superdotados tendem a ter altos índices de ansiedade de provas. Os alunos que experienciam essa ansiedade também tendem a se distrair facilmente durante as avaliação, têm dificuldade em compreender instruções relativamente simples e têm problemas para organizar ou recuperar informações relevantes.